# Dwight King
Dwight King (* 5. Juli 1989 in Meadow Lake, Saskatchewan) ist ein ehemaliger kanadischer Eishockeyspieler, der im Verlauf seiner aktiven Karriere zwischen 2005 und 2020 unter anderem 440 Spiele für die Los Angeles Kings und Canadiens de Montréal in der National Hockey League (NHL) auf der Position des linken Flügelstürmers bestritten hat. Mit den Los Angeles Kings gewann King in den Jahren 2012 und 2014 den Stanley Cup. Sein älterer Bruder D. J. war ebenfalls professioneller Eishockeyspieler.

## Karriere

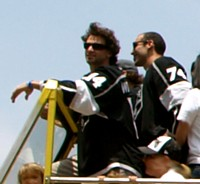
Dwight King (re.) bei der Stanley-Cup-Parade 2012

King gelangte über die Beardy’s Blackhawks im Jahr 2005 zu den Lethbridge Hurricanes, für die er bis 2009 in der Western Hockey League spielte. Während dieser Zeit war er im NHL Entry Draft 2007 in der vierten Runde an 107. Position von den Los Angeles Kings aus der National Hockey League ausgewählt worden.
Nach Beendigung seiner Juniorenkarriere unterzeichnete er im Mai 2009 seinen ersten Profivertrag bei den Kings und lief ab der Saison 2009/10 für deren Farmteams, die Manchester Monarchs in der American Hockey League und die Ontario Reign aus der ECHL, auf. Ab dem Herbst 2010 war er endgültig Stammspieler bei den Monarchs und gab im Verlauf der Spielzeit 2010/11 sein NHL-Debüt für Los Angeles. Dort avancierte im Verlauf der folgenden Spielzeit zum Stammspieler und gewann in den Jahren 2012 und 2014 zweimal den Stanley Cup mit den Kings. Kurz vor der Trade Deadline Anfang März 2017 wurde er im Tausch für ein konditionales Viertrunden-Wahlrecht im NHL Entry Draft 2018 an die Canadiens de Montréal abgegeben.
Im Sommer 2017 wurde King zum Free Agent, nachdem ihm Montréal kein neues Angebot unterbreitet hatte. Er wechselte daher im August 2017 zu Awtomobilist Jekaterinburg aus der Kontinentalen Hockey-Liga. Ein Jahr später wurde er von den Graz 99ers verpflichtet, für die er bis 2020 spielte. Seither ist King ohne Anstellung und spielt Amateur-Eishockey in seiner Heimatstadt Meadow Lake.

### International
King vertrat das Team Canada Western bei der World U-17 Hockey Challenge der Jahre 2005 und 2006. Im Jahr 2005 gewann er mit dem Team die Goldmedaille, blieb dabei aber punktlos und erhielt keine Strafminuten bei sechs Einsätzen. Ein Jahr später verbuchte er fünf Assists in ebenso vielen Spielen und kam auf sechs Strafminuten. Des Weiteren nahm er am Ivan Hlinka Memorial Tournament 2006 teil, wo er ebenfalls Gold gewann und dabei punktlos blieb.

## Erfolge und Auszeichnungen
- 2005 Goldmedaille bei der World U-17 Hockey Challenge
- 2006 Goldmedaille beim Ivan Hlinka Memorial Tournament
- 2012 Stanley-Cup-Gewinn mit den Los Angeles Kings
- 2014 Stanley-Cup-Gewinn mit den Los Angeles Kings

## Karrierestatistik

### International
Vertrat Kanada bei:
- World U-17 Hockey Challenge 2005
- World U-17 Hockey Challenge 2006
- Ivan Hlinka Memorial Tournament 2006

(Legende zur Spielerstatistik: Sp oder GP = absolvierte Spiele; T oder G = erzielte Tore; V oder A = erzielte Assists; Pkt oder Pts = erzielte Scorerpunkte; SM oder PIM = erhaltene Strafminuten; +/− = Plus/Minus-Bilanz; PP = erzielte Überzahltore; SH = erzielte Unterzahltore; GW = erzielte Siegtore; 1 Play-downs/Relegation; Kursiv: Statistik nicht vollständig)